# Holly Lisle
Pour les articles homonymes, voir Lisle.
Œuvres principales
- Les Pouvoirs perdus
- Danse funèbre

Holly Lisle, née le 1er octobre 1960 à Salem en Ohio, et morte le 27 août 2024, était une femme-écrivain américaine. Elle a écrit de très nombreux livres notamment dans les genres fantasy, science-fiction, thriller, fantastique. Elle a également développé des manuels et cours de formation à l'art de l'écriture.
Avec Marion Zimmer Bradley, elle a coécrit Les Pouvoirs perdus (1995-1998).
- 1994 The Rose Sea avec Stephen Michael Stirling

- 1992 When the Bough Breaks (avec Mercedes Lackey)

## RomanDanse funèbre
Titre français : Danse funèbre édité en 2006, traduit par Maud Godoc. Le titre anglais d'origine est Last Girl Dancing.
À Atlanta, une femme policier, Jess Brubaker, se fait engager dans une boîte de strip-tease pour retrouver un groupe de trois tueurs en série. Elle est aidée et protégée par Hank, un médium, ancien combattant du Vietnam, avec qui les rapports sont d'abord houleux.